# Distichodus nefasch
Distichodus nefasch (Syn.: Distichodus niloticus Hasselquist, 1762) gehört zur Ordnung der Salmlerartigen und ist in Afrika weit verbreitet. Der Gattungsname Distichodus wurde aus dem Altgriechischen latinisiert von di, zwei und stix, stichos, Linie, Reihe und odon (odoús), Zahn. Der Name bezieht sich auf die zwei Reihen von Zähnen auf beiden Kiefern. Der Artzusatz nefasch basiert auf dem ägyptischen Trivialnamen für die Art.

## Merkmale
Distichodus nefasch erreicht eine maximale Länge von 83 Zentimetern TL und ein Körpergewicht bis 6,2 Kilogramm. Er ist violettlich grau mit silbrig weißer Unterseite. Junge Exemplare tragen auf dem Körper 10 bis 13 dunkle vertikale Streifen, einen runden schwärzlichen Fleck auf oder unter der Seitenlinie über den Brustflossen und einen weiteren an der Basis der Schwanzflosse die mit zunehmendem Alter verblassen. Auf der Rückenflosse befinden sich zahlreichen kleine, rundliche, dunkle Flecken. Die gräuliche, gegabelte Schwanzflosse mit den gerundeten Flossenlappen ist großteils von Schuppen bedeckt, ihre Ränder sind manchmal schwärzlich gefärbt. Eine kleine, von kleinen Schuppen bedeckte Fettflosse ist vorhanden.
Der Körper ist in Standardlänge 2,5 bis 3,5 mal so lang wie hoch. Die rundliche Schnauze ist etwas abgeflacht und ragt etwas über das Maul hinaus. Die Zähne sind klein, zweispitzig und in zwei Reihen angeordnet, in der äußeren Reihe stehen 24 bis 36 Zähne. Auf dem unteren unterem Schenkel (Ast) des vorderen Kiemenbogens sitzen 17 bis 20 kurze Kiemenreusendornen. Die Iris ist hell bronzebraun. Die Anzahl der Schuppen auf der Seitenlinie beträgt 90 bis 100. Ohne die mittleren, beträgt die Anzahl Schuppen zwischen dem Beginn der Rückenflosse bis zur Seitenlinie 18 bis 20.
- Flossenformel: D 22–26, A 13–15[2]

## Verbreitung
Das ursprüngliche Verbreitungsgebiet von Distichodus nefasch erstreckt sich auf die Länder Sudan, Äthiopien und Kenia. Gemäß Angaben der FAO wurde die Fischart zu einem unbekannten Zeitpunkt in die Demokratische Republik Kongo eingeführt. Außerdem gibt es unbestätigte Meldungen über Vorkommen im unteren Guinea. In Ostafrika kommt Distichodus nefasch im Weißen Nil, im Albertsee und im Turkana-See vor. Weitere Verbreitungsgebiete sind die Flusssysteme Jebel und Ghazal im sudanesischen Sudd, der Blaue Nil, der Nassersee (Lake Nubia) sowie der Baro und der Omo-Fluss im südlichen Äthiopien.

## Lebensweise
Distichodus nefasch ist ein Allesfresser, ernährt sich jedoch überwiegend von Wasserpflanzen, hauptsächlich Unterwasserpflanzen, Eichhornia-Wurzeln und Periphyton. Man findet die Fischart meistens in der Nähe der Uferzone, insbesondere in Flussdeltas aber auch im Freiwasser. Distichodus nefasch ist ovipar. In Gefangenschaftshaltung kann die Art bis zu sieben Jahren alt werden.

## Gefährdungsstatus
Distichodus nefasch steht im Albertsee (Ostafrika) und vermutlich im gesamten Verbreitungsgebiet unter hohen Befischungsdruck. Sein Habitat wird durch intensive landwirtschaftliche Bewirtschaftung zunehmend degradiert. Dazu kommen weitere Bedrohungen wie Umweltverschmutzung und Verschlechterung des Lebensraums aufgrund von Öl- und Gasförderungen und anderen menschlichen Aktivitäten. Die Bestände der Art nehmen in ihrem potentiell großen Verbreitungsgebiet ab, so dass sie von der IUCN als gefährdet (Vulnerable, VU) eingestuft wird.

## Taxonomie
Die Art wurde lange Zeit von den meisten Bearbeitern Distichodus niloticus (Hasselquist, 1762) genannt, der Name wurde auch noch von der IUCN verwendet. Dieser Name ist taxonomisch ungültig. Er beruht auf einer Fehlbestimmung Hasselquists, der diese Art fälschlich mit Salmo niloticus Linnaeus gleichsetzte. Außerdem ist Hasselquists Werk, weil zu früh erschienen, für taxonomische Zwecke nicht verwendbar. Ein weiteres Synonym ist Salmo aegyptius Gmelin, 1789 (auch irrtümlich als aegyptiacus geschrieben). Erstbeschrieben wurde die Art damit unter dem Namen Salmo nefasch von Pierre Joseph Bonnaterre.